# Faunis eumeus
Faunis eumeus är en fjärilsart som beskrevs av Dru Drury 1770. Faunis eumeus ingår i släktet Faunis och familjen praktfjärilar. Inga underarter finns listade i Catalogue of Life.

## Bildgalleri

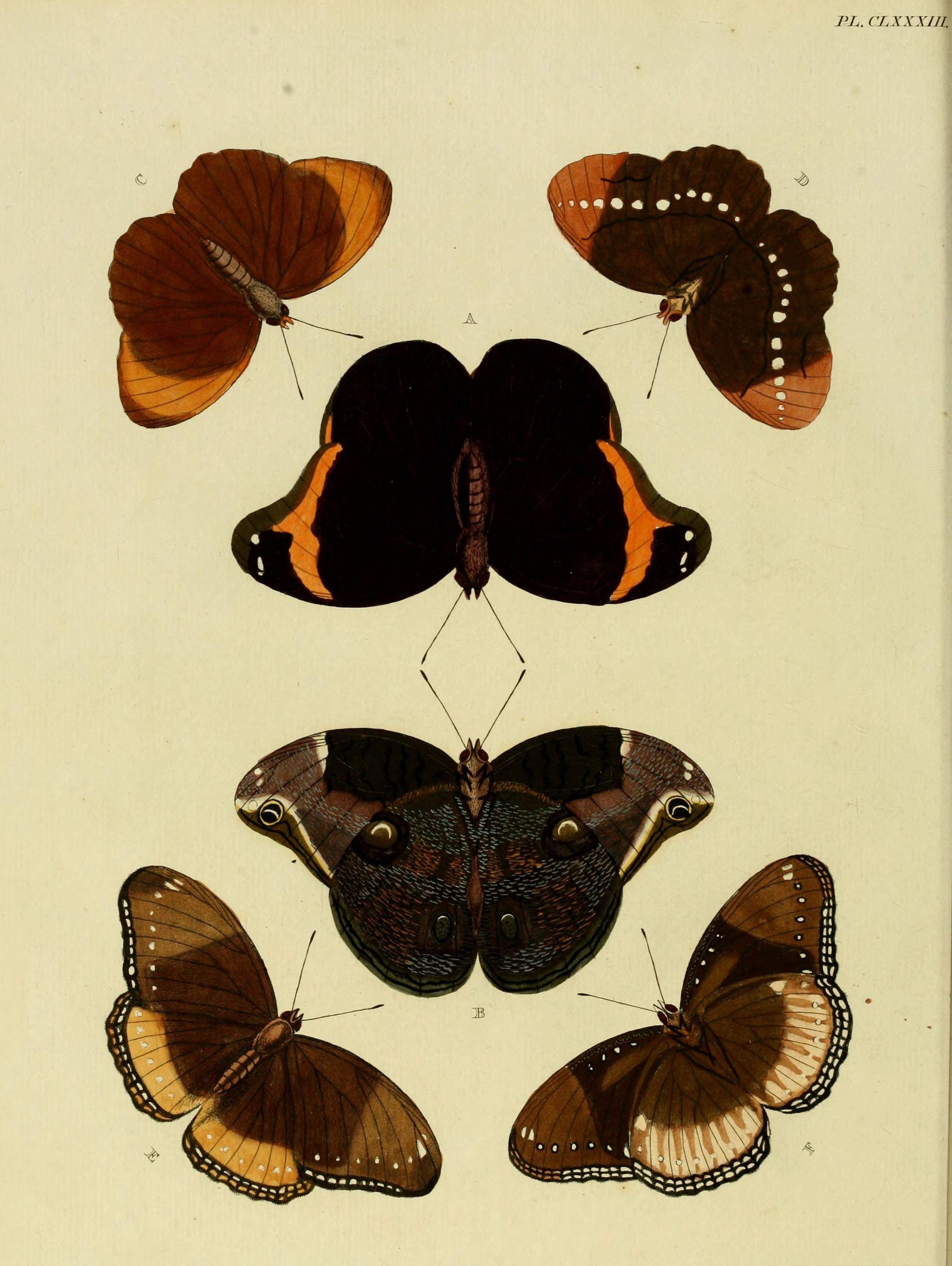
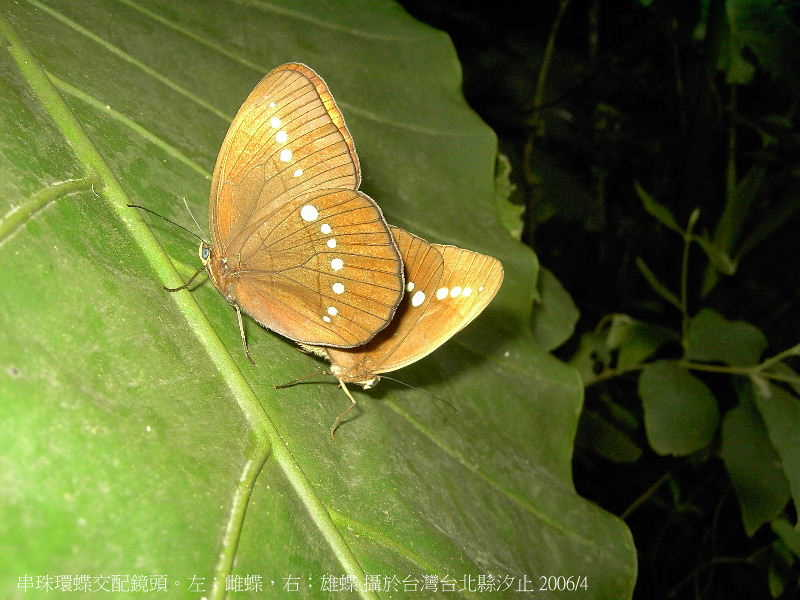
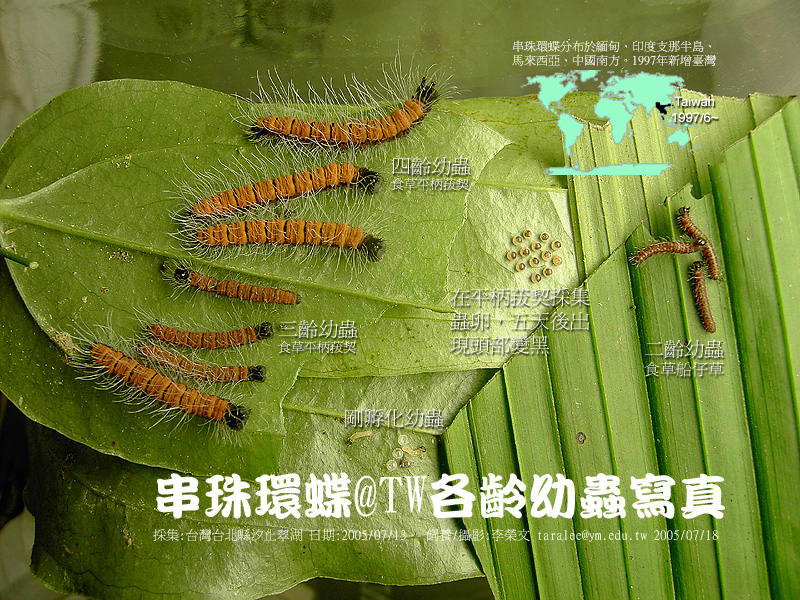
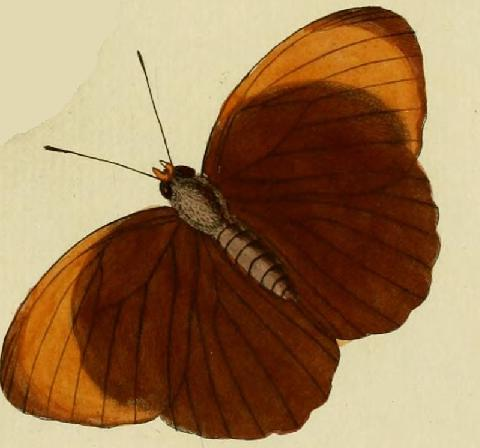
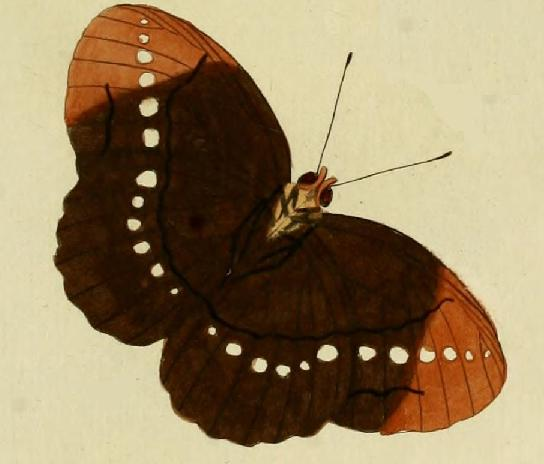
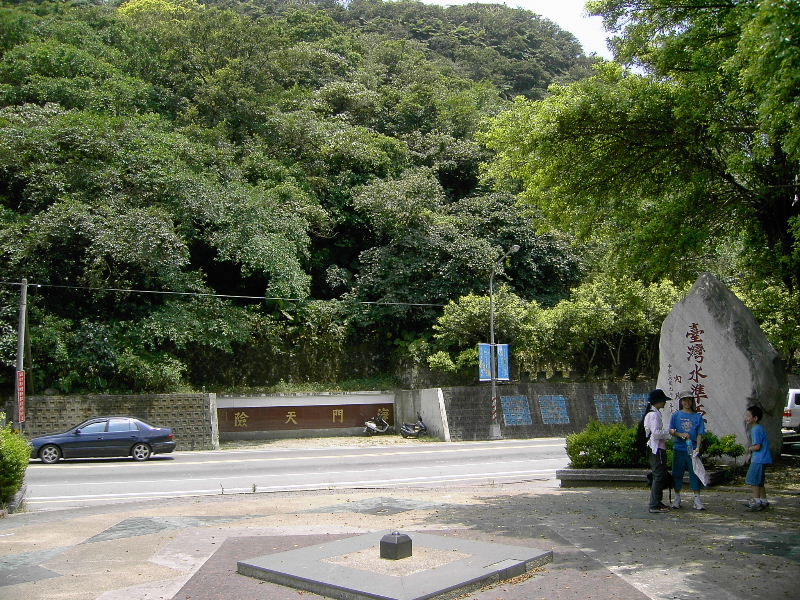